# În miezul verii
În miezul verii este o poezie scrisă de George Coșbuc.